# Fritz Waerndorfer
Fritz Waerndorfer, také Wärndorfer (1868 Vídeň - 1939 Bryn Mawr, Pensylvánie, USA) byl textilní průmyslník, mecenáš umění, spoluzakladatel Wiener Werkstätte.

## Život
Fritz Waerndorfer pocházel z bohaté židovské rodiny, která ovládala v Rakousku-Uhersku sféru zpracování bavlny. Od druhé poloviny 19. století bylo Židům umožněna větší svoboda podnikání. Kolem roku 1900 už v Rakousku-Uhersku existovala celá řada židovských rodin, které se propracovaly velmi vysoko a dosáhly značných majetků. Významu finančnímu však musel odpovídat i význam společenský. Zařazení do starých struktur bylo velmi obtížné a proto si začali vytvářet struktury nové, především podporou moderního umění. Fritz Waernorfer, podobně jako třeba Karl Wittgenstein vstoupil do okruhu umělců kolem Wiener Secession. Podporoval umělce jako byl Gustav Klimt, ale podporoval i řadu umělců ze zahraničí, kteří díky jeho finanční podpoře vystavovali za velké pozornosti ve Vídni a tím pádem přispěli k výrazné proměně rakouského moderního umění. Roku 1901 vystavoval ve Vídni Charles Rennie Mackintosh se svou ženou, kterého pak Waerndorfer požádal o návrh interiéru hudebního salonu svého domu. Pro Vídeň objevil i další zahraniční tvůrce, jako byl belgický sochař Georg Minne, anglický grafik Aubrey Beardsley.
Mezi jeho nejlepší přátele patřili Josef Hoffmann a Koloman Moser, kteří ho nadchli pro myšlenku založit dílny vyrábějící kvalitní uměleckořemeslné výrobky podle jejich návrhů. Roku 1903 společně založili Wiener Werkstätte. První produkty dílny směřovaly do domu Fritze Waerndorfera, patřil mezi ně například 106 kusový stříbrný příbor. Velkou zákaznicí byla také Fritzova manželka. Waerndorferova pohádkové jmění však brzy začalo slábnout. Obvyklé klišé, že ztratil peníze díky podpoře bezedné studny Wiener Werkstätte není možné přijmout. Waerndorfer pouze nešťastně investoval. Nicméně na chod Wiener Werkstätte to nemělo dobrý vliv. Peníze nutné pro jejich provoz se snažil Waerndorfer řešit různými půjčkami. Roku 1907 získal bez vědomí Kolomana Mosera od rodiny Moserovy ženy, což způsobilo Moserův odchod z dílen. Roku 1914 vyřešil Waerndorfer svoje problémy emigrací do USA.